# Histoire de France dans la bande dessinée
L'histoire de France dans la bande dessinée concerne le traitement par la bande dessinée des différentes périodes et évènements qui caractérisent l'histoire de France, en général dans un but didactique et pédagogique.

## Histoires générales

### Histoire de France en bandes dessinées (1974-1976)

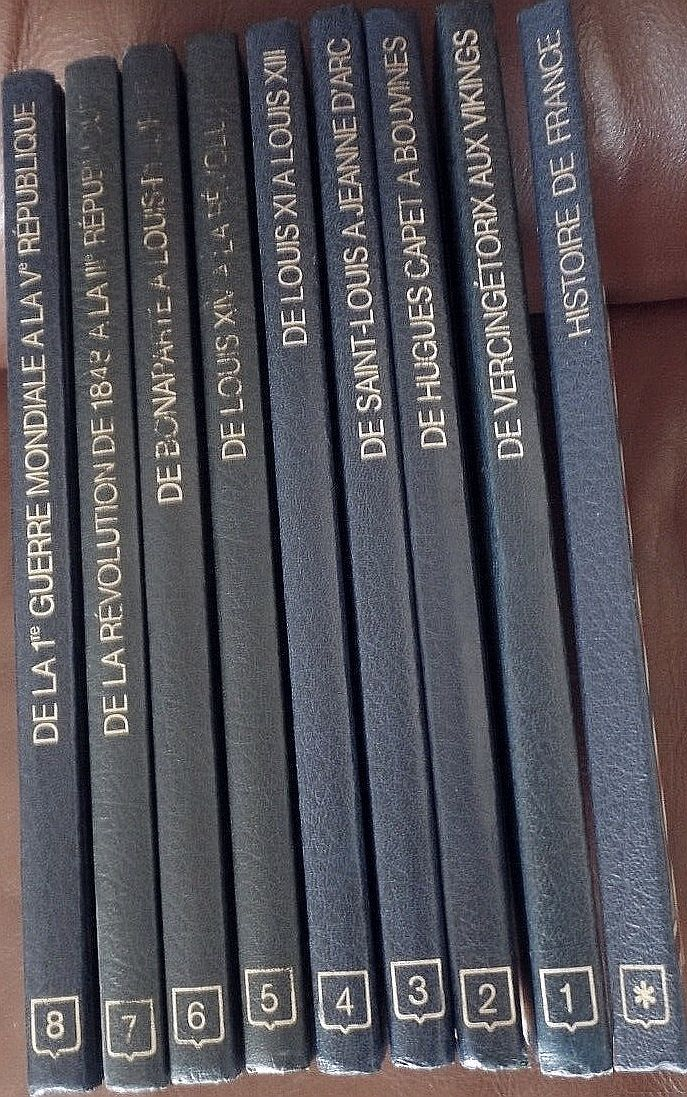
Histoire de France en bandes dessinées Larousse - Rombaldi.

La première histoire générale de France en bande dessinée est publiée par les éditions Larousse à l'initiative et sous la direction de Michel de France, de 1976 à 1978, sous forme de 24 fascicules mensuels allant de Vercingétorix à l'élection de Valery Giscard d'Estaing. Les fascicules sont ensuite recueillis en huit albums cartonnés. Parallèlement à cette parution, une mini-série scénarisée et bruitée à partir des motifs des planches de cet ouvrage est diffusée à la télévision dès 1976.
La série est mise en image par une équipe de grands dessinateurs réalistes de l'époque : les Français Raymond Poïvet et Gérald Forton, le Portugais Eduardo Teixeira Coelho, les Espagnols José Bielsa, Victor de la Fuente, Xavier Musquera, Julio Ribera et Enric Sió et les Italiens Dino Battaglia, Guido Buzzelli, Milo Manara, Raffaele Carlo Marcello, Ferdinando Tacconi et Sergio Toppi. Les récits sont écrits par plusieurs scénaristes dont Pierre Castex, Roger Lécureux, Jean Ollivier, Víctor Mora et Christian Godard.
Cette Histoire de France en bandes dessinées  met en avant une histoire événementielle centrée sur les grands hommes, proche de l'« histoire-catéchisme façon IIIe République » reposant sur le « roman national », ce qui lui vaut les critiques de nombreux professeurs d'histoire — ainsi que du quotidien communiste L'Humanité. Elle est néanmoins un succès public, et  reçoit le prix Haga de la meilleure collection de bandes dessinées au 5e Salon National de la Bande Dessinée de Toulouse en 1977.
Elle est rééditée en 16 volumes, avec de nouvelles préfaces rédigées par des historiens contemporains, en 2008, à l'initiative du journal Le Monde.

### Autres histoires de France en bande dessinée
- Histoire France écrite par Reynald Secher et dessinée par René Le Honzec, ERS puis RSE, 6 volumes, 1998-2017[6].
- L'Histoire de France en BD écrite par Dominique Joly et dessinée par Bruno Heitz, Casterman, 11 volumes, 2010-2017[7].
- L'Histoire de France pour les nuls en BD, First Éditions, 10 volumes, 2011-2019[8].
- L'Histoire de France en BD, Bayard Jeunesse, 2014  (ISBN 978-2-7470-5252-8)[9].
- L'Histoire de France racontée aux enfants écrite par Lisa d'Orazio et Frédéric Bertocchini et dessinée par Michel Espinosa, Clémentine, six volumes, 2018[10].
- Histoire de l'histoire de France de Thierry Landrain, Bamboo, 2 volumes, 2019[11]. Histoire humoristique.
- Ma première histoire de France en BD écrite par Sandrine Mirza et dessinée par Clotka, Casterman, coll. « Tout en BD », 2019  (ISBN 978-2-203-17897-7).

### Histoire dessinée de la France (depuis 2017)
À partir de 2017, les éditions de la Découverte et La Revue Dessinée se sont associées pour créer un projet d’Histoire dessinée de la France, des origines à nos jours. L’ambition de cette collection est de présenter un nouveau visage de l’histoire de France, à jour des connaissances et des débats historiographiques contemporains, et à rebours des légendes nationales comme des images d’Épinal. Elle associe des historiens français reconnus et des auteurs de bande dessinée.

## Histoires locales
En autre « précurseur » en France, les éditions Horwath de Roanne se lancent en 1979 dans ce type de démarche historique, désormais selon un thème géographique, avec le support d'une bande dessinée de Françoise Procureur :
Collection Histoire de Lyon (1979) :
- 1 - Il était une fois Lugdunum ;
- 2 - Le Temps des Cathédrales ;
- 3 - La Grande Fabrique ;
- 4 - L'Ère des Révolutions.

En 1980, le ministère de l'Éducation nationale suggère à son tour aux Rectorats d'Académies d'adapter en bandes dessinées l'histoire des régions et des départements de France, avec le concours des Caisses Régionales de Crédit agricole, d'où la naissance de la série « délocalisée » 2000 Ans d'Histoire :
Collection 2000 Ans d'Histoire (1980 à 1985) :
- 1 - 2000 Ans d'Histoire du Loiret, 1980, éditions I.D.Program - Crédit agricole (dessinateur André Juillard), rééd. 1985 ;
- 2 - 2000 Ans d'Histoire du Gard, 1981, éditions I.D.Program - Crédit agricole (Kline), rééd. 1985 ;
- 3 - 2000 Ans d'Histoire du Calvados, 1981, éditions I.D.Program - Crédit agricole (André Juillard), rééd. 1985 ;
- 4 - 2000 Ans d'Histoire des Landes, 1981, éditions I.D.Program - Crédit agricole (Kœrnig et Poppe), rééd. 1985 ;
- 5 - 2000 Ans d'Histoire de Bretagne, 1982, éditions I.D.Program - Crédit agricole/La Sirène (coll.: Jacques Martin, André Juillard, Michel Rouge, Didier Convard, Jean-Charles Kraehn, Marie-Christine Demeure, etc.), rééd. 1983 :
  - 5 - 2 - Port Folio Les Grandes Heures de Bretagne, éd. Ludovic Trihan, par André Juillard et Jacques Martin 1985, 750 ex. (3 sérigraphies de Marin, 4 de Juillard) ;
- 6 - 2000 Ans d'Histoire de l'Oise, 1982, éditions I.D.Program - Crédit agricole (Jean-Charles Kraehn).

Chaque album donne lieu à un tirage de tête limité à 1 000 ex., et à 100 ex. hors commerce (à la 1re édition).
Un an plus tard, les éditions Larousse entament à leur tour une série ciblée, cette fois sur les Provinces françaises :
Collection Histoire des Provinces (1981 - 1983) :
- 1 - L'Alsace en bandes dessinées, 1981 (Philippe Wautrin) ;
- 2 - Nice et son Comté, 1982 (P. Wautrin) ;
- 3 - La Bretagne en bandes dessinées, 1982 (P. Wautrin) ;
- 4 - L'Aquitaine en bandes dessinées, 1983 (Brice Goepfert).

Aux éditions de Trévoux cette fois, par Jean Prost :
Collection Histoire de l'Ain :
- 1 - Des Cavernes aux châteaux forts, 1984 ;
- 2 - De l'Aigle à la Fleur de Lys, 1985 ;
- 3 - De la Révolution à nos jours, 1986.

 Initiatives locales sporadiques :
- - Histoire de l'Alsace en BD, 1981, éd. Horwath (M-C. Perillon) ;
- - Histoire de la Vienne, 1982, éd. Édipublim - Michel Fontaine (Gallé, Calmon, Chancel, Picard, Taillard) ;
- - Histoire de la Provence en BD, 1983, éd. Ouest-France (A. d'Orange) ;
- - L'Histoire de la Charente, 1987, éd. Rameau (Dupuis) ;
- - Histoire d'un département, la Savoie, 1987, éd. Robert Viard (Gilbert Bouchard) ;
- - Votre Ville Dans l'Histoire, Lorient, 1988, éd. Siloë (Alain Robet) ;
- - Histoire de Toulon, 1988, éd. Jeune Chambre Économique de Toulon (Pascal Orsini) ;
- - Rouen, les Méandres de l'Histoire, 1989, éd. Jeune Chambre Économique de Rouen (A. Robet) ;
- - Une Histoire du Mont Saint-Michel, 1994, éd. Ouest-France (Pierre Joubert) ;
- - Histoire de monaco, 1997, éd. Dargaud (Marc Bourgne) ;
- - Histoire de Lyon en Bande Dessinée, 1998, éd. Lyonnaises d'Art et d'Histoire (J. Prost) ;
- - Histoire d'une ville, Lyon, 1998, éd. Robert Viard (G. Bouchard).

…dix ans après l'initiative des Rectorats, les éditions Le Téméraire/La Sentinelle reprennent à leur tour le concept d'une grande collection historique centrée géographiquement, sur les villes de France cette fois, avec le plus souvent le patronage des offices du tourisme locaux, et l'aide concrète des mairies des villes concernées :
Collection Histoires des Villes (1990 - 1996) :
- 1 - Histoire de Lille, 2 tomes, 1990 (dessinateur Olivier Mangin) :
  - 1 - 1 Des Origines à la Révolution (+ éd. Brep-Burp),
  - 1 - 2 De la Révolution à nos jours ;
- 2 - Arras, 2000 Ans d'Histoire 1991 (O. Mangin) ;
- 3 - Histoire d'Amiens 1992 (S. Mokrani) ;
- 4 - Roubaix depuis toujours, 1992 (O. Mangin) ;
- - - Histoire d'Évreux, 1992 (A. Robet - signalé - non publié en album) ;
- 5 - Il était une fois… Boulogne 1993 (N. Seebacher) ;
- 6 - Et si Laon vous était conté, 1993 (Delius) ;
- 7 - Reims, Cité Royale 1993 (G. Badin) ;
- 8 - Calais, Contre Vents et Marées 1993 (Olivier Gilleron et Luc Deroubaix) ;
- 9 - Nancy, Cœur de Lorraine, 1993 (O. Mangin) ;
- 10 - Dunkerque, 1000 Ans d'Histoire 1994 (E. Miller) ;
- 11 - Orléans, 2000 Ans d'Histoire, 1994 (Jacques Foury) ;
- 12 - Vannes, 1994 (A. Robet) ;
- 13 - Histoire de Belfort, 1994 (J-M Ruffieux) ;
- 14 - Gens de Laval, de Glaise ou d'Étoile, 1994 (C. Valdeira) ;
- 15 - Brest, des origines à Brest 96, 1995 (A. Robet) ;
- 16 - D'Antipolis à Antibes, 2500 Ans d'Histoire, 1996 (J-C Cassini) ;
- 17 - Versailles, de Louis XIII à nos jours, 1996 (O. Gilleron) ;
- 18 - Histoire de Quimper, 1996 (A. Robet) ;
- 19 - Douai, Sous le Regard des Géants, 1996 (Kristan) ;
- 20 - Paris, l'Histoire en Capitale, 1996, tome 1 De Boue et de Cendres (Jean-Claude Cassini) ;
- 21 - Histoires du Nord-Pas-de-Calais, 1996 (collectif).

(les noms entre () sont ceux des dessinateurs uniquement)
Certains albums donnent lieu à un tirage de tête, limité à 500 ex. (Dunkerque, Orléans…)
 Aux éditions ERS, étalée sur une dizaine d'années, annuellement par le seul dessinateur René Le Honzec :
Collection Mémoire du Futur - Histoire de Bretagne (1991 - 2002) :
- 1 - De la Terre des Pierres à la Terre des Bretons, 1991 ;
- 2 - Du Royaume au Duché, 1992 ;
- 3 - Du Duché à l'Union, 1993 ;
- 4 - De l'Âge d'Or aux Révoltes, 1994 ;
- 5 - De la Bretagne aux Départements, 1995 ;
- 6 - De la Monarchie à la République, 1996 ;
- 7 - D'une République à l'Autre, 1997 ;
- 8 - De la région à l'Europe, 1998 ;
- 9 - Un présent pour un futur, 2000 ;
- 10 - L'histoire de l'histoire, 2002.

Collection L'Histoire de l'Isère en BD, éd. Glénat, de G. Bouchard :
- 1 - De la Préhistoire à l'An Mille, 2000 ;
- 2 - Le Moyen Âge, 2001 ;
- 3 - De Bayard à Lesdiguières, 2002 ;
- 4 - De Louis XIII à la Révolution française, 2002 ;
- 5 - De la Révolution à nos jours, 2004.

Histoire d'Alsace, éd. La Nuée Bleue, 2001 (Jacques Martin et Christophe Simon illustrateurs).
L'Histoire de la Savoie en BD, éd. Glénat, 2002 (G. Bouchard).
L'Histoire de la Haute-Savoie en BD, éd. Glénat, 2002 (G. Bouchard).
L'Histoire de Lyon en BD, éd. Glénat (G. Bouchard) :
- 1 - De l'Époque Romaine à la Renaissance, 2005 ;
- 2 - De la Renaissance à la Révolution, 2006.

L'Histoire du Mont-Saint-Michel, éd. Glénat, 2007 (Laurent Bidot). 
Collection Histoire des îles de Guadeloupe, Editions du Signe :
- Tome I - Kaloukera, l'île aux cannibales, 2013 ;
- Tome II - L'île rebelle, 2013 ;
- Tome III - La crise du système esclavagiste, 2014 ;
- Tome IV - Une île au large de l'espoir, 2014.

Collection Histoire de la province de Savoie, Editions du Signe :
- Volume 1 : Des origines à la révolution, 2015 ;
- Volume 2 : De la révolution à nos jours et la réunion de la Savoie à la France, 2016.

## Documentation
- William Foix, « Dessiner l'Histoire - Nonfiction.fr le portail des livres et des idées », sur www.nonfiction.fr, 20 novembre 2017 (consulté le 15 juin 2020)
- Antoine Roux, « Le Carnaval de Clio ou quand les professeurs grimpent aux barricades », Schtroumpfanzine, no 31,‎ juin 1979, p. 18-20.